# Roodoorgors
De roodoorgors (Chondestes grammacus) is een zangvogel uit de familie Emberizidae (gorzen).

## Verspreiding en leefgebied
Deze soort telt 2 ondersoorten:
- C. g. grammacus: de centrale Verenigde Staten.
- C. g. strigatus: zuidwestelijk Canada en de westelijke Verenigde Staten.